# De Krijtberg
De Krijtberg – propriamente Sint Franciscus Xaveriuskerk – è una chiesa cattolica nel centro storico di Amsterdam. Costruita nel 1881 in stile neogotico per sostituire edifici precedenti, la chiesa rappresenta una delle sedi più antiche e significative dei Gesuiti nei Paesi Bassi.

## Storia

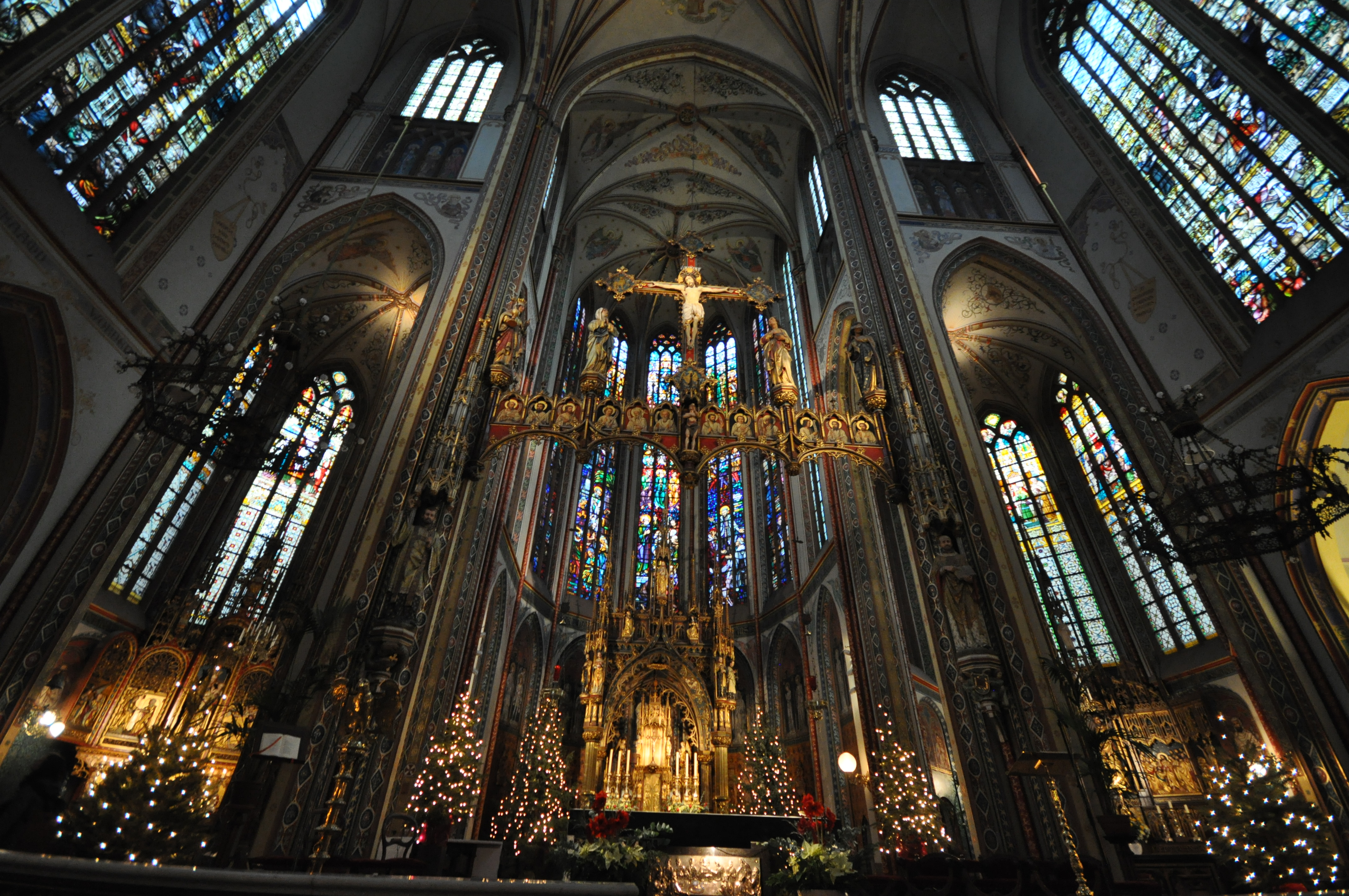
L'interno.

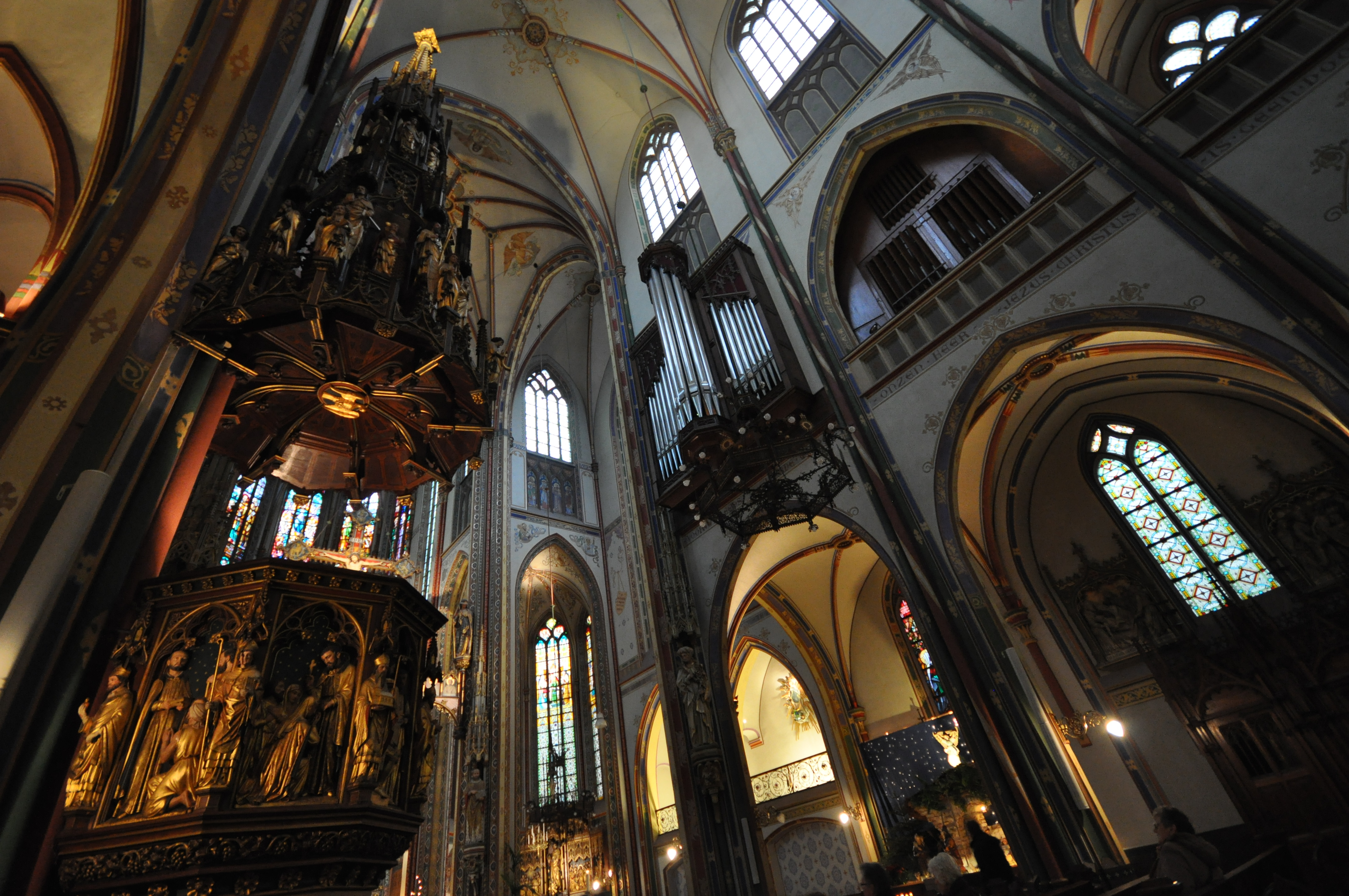
Veduta dell'interno col Pulpito.

Nel 1628, il gesuita fiammingo Pieter Laurenz (1588-1664) fondò in una casa privata sul canale (gracht) Singel una cappella privata, in cui si stabilì nel 1654 una comunità cattolica. Siccome in quel periodo la pratica libera della religione non era concessa ai cattolici nei Paesi Bassi, la comunità operò in segreto, e l'edificio non era riconoscibile esteriormente come santuario. La sala parrocchiale, una tipica Schuilkerk ("chiesa nascosta"), occultata dietro la facciata di un palazzo mercantile, era dedicata a San Francesco Saverio. Il suo nome popolare De Crytberghen (olandese per "Le rocce cretacee") era dovuto alle scogliere di Dover: il proprietario precedente della casa, un imprenditore di navigazione marittima, aveva gestito collegamenti marittimi di traghetti sulla costa meridionale d'Inghilterra e aveva intitolato la sua casa secondo la destinazione delle sue navi.
Benché le autorità pubbliche si fossero accorte presto dell'alterata funzione della casa, la presenza dei cattolici e la loro pratica segreta della religione fu tacitamente tollerata. A causa dell'affluenza nella parrocchia, questa prima cappella fu sostituita da una più grande nel 1677, che però rimase nascosta, similarmente come l'edificio precedente, discretamente dietro la facciata borghese. Anche quando l'ordine dei gesuiti fu proibito nei Paesi Bassi nel 1708 e poco dopo, nel 1773, abolito in tutta l'Europa, il santuario rimase in funzione.
Nel 1796 fu concesso ai cattolici nei Paesi Bassi il diritto di libero esercizio della religione e anche il permesso di costruire chiese pubbliche. Di conseguenza, la cappella fu ampliata di nuovo nel 1835, e la casa originale De Crytberghen fu demolita per far spazio alla chiesa ampliata e alla canonica, che ancora oggi accoglie le sale parrocchiali e i locali della comunità gesuita. Sul frontone dell'ingresso della nuova facciata fu fissato l'acronimo IHS, tipico dell'ordine dei Gesuiti.
Quando nel 1853 si restaurò la gerarchia della Chiesa cattolica nei Paesi Bassi con il breve apostolico Ex qua die, la chiesa De Krijtberg fu assegnata, insieme con la seconda chiesa gesuita a Amsterdam De Saaier, alla diocesi di Haarlem. Il numero crescente di membri della parrocchia sembrò giustificare la costruzione di una chiesa più grande, la quale fu commissionata nel 1879. Il nuovo edificio, a causa del quale diverse case storiche lungo il Singel furono demolite, fu concepito in stile neogotico da Alfred Tepe (1840-1920). Il 3 dicembre 1883 il nuovo Krijtberg fu consacrato dal vescovo di Haarlem.
Siccome il numero dei membri praticanti e, più generalmente, dei cattolici a Amsterdam scese drasticamente negli anni 1960, si considerò di chiudere e anzi di demolire la chiesa. Il vescovo di Haarlem però ritirò i suoi piani di chiusura dopo che la Chiesa fu dichiarata Monumento nazionale dalle autorità municipali nel 1974. In seguito, De Krijtberg fu ampiamente rinnovato; i lavori furono terminati nel 2003.

## Mobilio e opere d'arte
L'interno, costruito a tre navate, fu arredato secondo i gusti contemporanei con numerosi programmi iconografici che si distinguono fortemente dalla sobrietà delle chiese riformate di Amsterdam per esprimere artisticamente la restaurazione del cattolicesimo nei Paesi Bassi dopo il 1853. Quando l'edificio fu completato, l'interno ricevette, in un primo tempo (1886-89), murali provvisori, sostituiti nel 1892 dai lavori ormai visibili di Martin Schenk (1933-1911).
Le vetrate, l'altare, il baldacchino e numerosi altri elementi d'attrezzatura sono opere della bottega Friedrich Wilhelm Mengelberg di Colonia, compiute negli anni 1882-1886. Il cancello del coro, che separa la zona dell'altare dallo spazio comunitario, è costruito in legno e si trova al di sopra dell'altare: mostra rappresentazioni dei dodici apostoli ed è sormontato da un Calvario, modellato da Mengelberg secondo l'iconografia medievale. La navata sinistra chiude con una cappella di S. Maria, il cui altare, creato anche lui dallo studio Mengelberg (1885), raffigura scene della vita di Maria.
Le pareti della navata sono dominate di sculture di arenaria che rappresentano gesuiti canonizzati (tra cui Francesco Saverio, Ignazio di Loyola, Alfonso Rodriguez). Anche le vetrate ritraggono santi della Compagnia di Gesù (Pietro Claver, Aloisio Gonzaga, ecc.).
Oltre ad un piccolo organo del 1960 (transetto sinistro), la chiesa possiede di un secondo organo dalla bottega Piet J. Adema en Zonen (Amsterdam) del 1905, posto nel 1985 sulla galleria della navata destra. Lo strumento dispone di 33 registri su due manuali e un pedale.
Oggi De Krijtberg offre quotidianamente liturgie cattoliche; nel centro parrocchiale adiacente si svolgono durante tutto l'anno servizi di formazione, circoli di lettura, esercizi spirituali e programmi catechetici.